# Uwe-Johnson-Preis
Der Uwe-Johnson-Preis ist ein nach Uwe Johnson benannter Literaturpreis, der vom Nordkurier (1994–2016), der Mecklenburgischen Literaturgesellschaft, der Berliner Kanzlei Gentz und Partner (seit 2012) sowie dem Humanistischen Verband Deutschlands Berlin-Brandenburg (seit 2017) verliehen wird. 

## Geschichte
Der Preis wurde 1994 das erste Mal gestiftet.
In der Erklärung der Preisgeber heißt es: „Mit dem Uwe-Johnson-Preis und dem Uwe-Johnson-Förderpreis sollen deutschsprachige Autorinnen und Autoren gefördert werden, in deren Schaffen sich Bezugspunkte zu Johnsons Poetik finden und die heute mit ihrem Text ebenso unbestechlich und jenseits der „einfachen Wahrheiten“ deutsche Vergangenheit, Gegenwart und Zukunft reflektieren.“

## Vergabebedingungen
Autoren oder deren Verlage können veröffentlichte oder auch unveröffentlichte Texte – Prosa oder Essayistik – einreichen. Veröffentlichte Arbeiten dürfen nicht früher als in den letzten zwei Jahren vor der angestrebten Preisvergabe erschienen sein.
Über die Vergabe entscheidet eine Jury, die auch nicht eingereichte Arbeiten in ihre Preisentscheidung einbeziehen kann.
Die Auszeichnung war früher mit einem Preisgeld von 12.500 Euro verbunden. Die Auslober nahmen das Zusammenfallen von 30. Todes- und 80. Geburtstag Uwe Johnsons sowie der Vergabe des Preises seit 20 Jahren im Jahr 2014 zum Anlass, die Dotierung auf 15.000 Euro zu erhöhen. Seit 2005 wird im jährlichen Wechsel mit dem Hauptpreis ein Förderpreis von anfangs 3000 Euro für ein herausragendes Debüt aus dem Bereich Prosa oder Essayistik vergeben.
2017 wurden die Dotierungen erhöht und betragen nun 20.000 Euro für den Hauptpreis und 5000 Euro für den Förderpreis.

## Preisträger
- 1994: Kurt Drawert für seinen Roman Spiegelland. Ein deutscher Monolog
- 1995: Walter Kempowski für sein Werk Das Echolot
- 1997: Marcel Beyer für den Roman Flughunde
- 1999: Gert Neumann für den Roman Anschlag[6]
- 2001: Jürgen Becker für den Roman Aus der Geschichte der Trennungen[7]
- 2003: Norbert Gstrein für den Roman Das Handwerk des Tötens
- 2005: Arno Orzessek für den Roman Schattauers Tochter (Förderpreis)
- 2006: Joochen Laabs für den Roman Späte Reise
- 2007: Emma Braslavsky für den Roman Aus dem Sinn (Förderpreis)
- 2008: Uwe Tellkamp für den Roman Der Turm
- 2009: Thomas Pletzinger für seinen Roman Bestattung eines Hundes (Förderpreis)
- 2010: Christa Wolf für ihren Roman Stadt der Engel
- 2011: Judith Zander für ihren Roman Dinge, die wir heute sagten (Förderpreis)
- 2012: Christoph Hein für den Roman Weiskerns Nachlass
- 2013: Matthias Senkel für den Roman Frühe Vögel (Förderpreis)
- 2014: Lutz Seiler für den Roman Kruso[8]
- 2015: Mirna Funk für den Roman Winternähe (Förderpreis)
- 2016: Jan Koneffke für den Roman Ein Sonntagskind
- 2017: Shida Bazyar für den Roman Nachts ist es leise in Teheran (Förderpreis)
- 2018: Ralf Rothmann für den Roman Der Gott jenes Sommers[9]
- 2019: Kenah Cusanit für den Roman Babel (Förderpreis)[10]
- 2020: Irina Liebmann für den Roman Die Große Hamburger Straße[11]
- 2021: Benjamin Quaderer für den Roman Für immer die Alpen (Förderpreis)[12]
- 2022: Jenny Erpenbeck für den Roman Kairos[13]
- 2023: Domenico Müllensiefen für den Roman Aus unseren Feuern (Förderpreis)[14]
- 2024: Iris Wolff für den Roman Lichtungen[15]